# Pizzighettone
Pizzighettone is een gemeente in de Italiaanse provincie Cremona (regio Lombardije) en telt 6845 inwoners (31-12-2004). De oppervlakte bedraagt 32,1 km², de bevolkingsdichtheid is 211 inwoners per km².
De volgende frazioni maken deel uit van de gemeente: Roggione, Regona, Ferie.

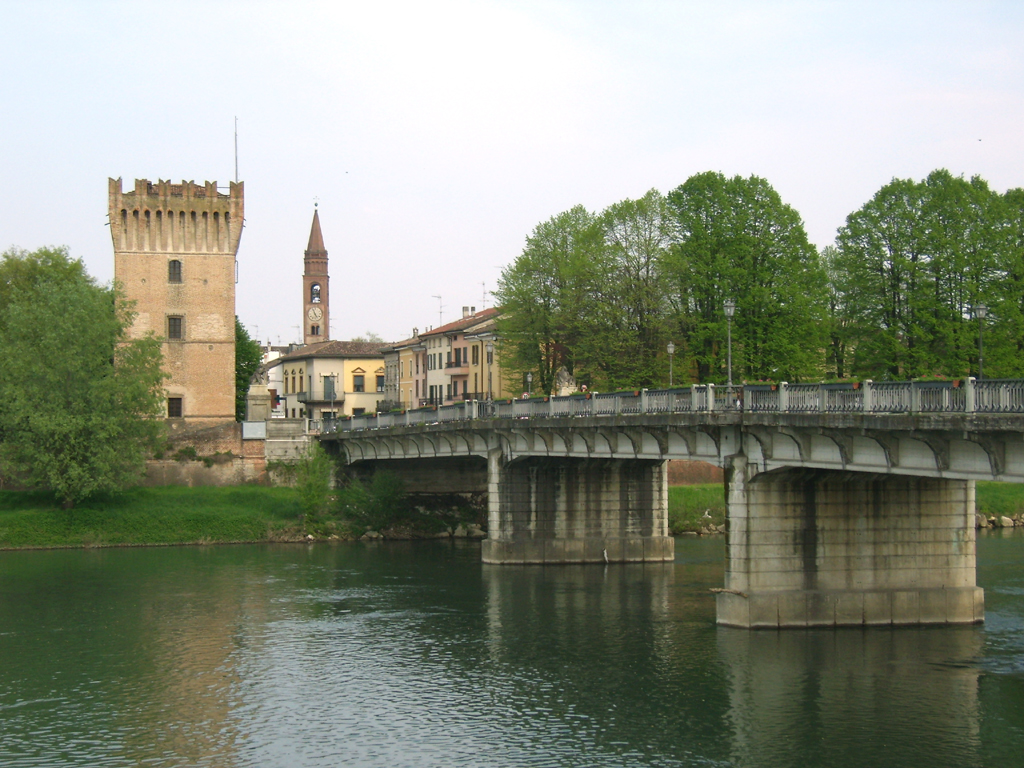
Brug in Pizzighettone
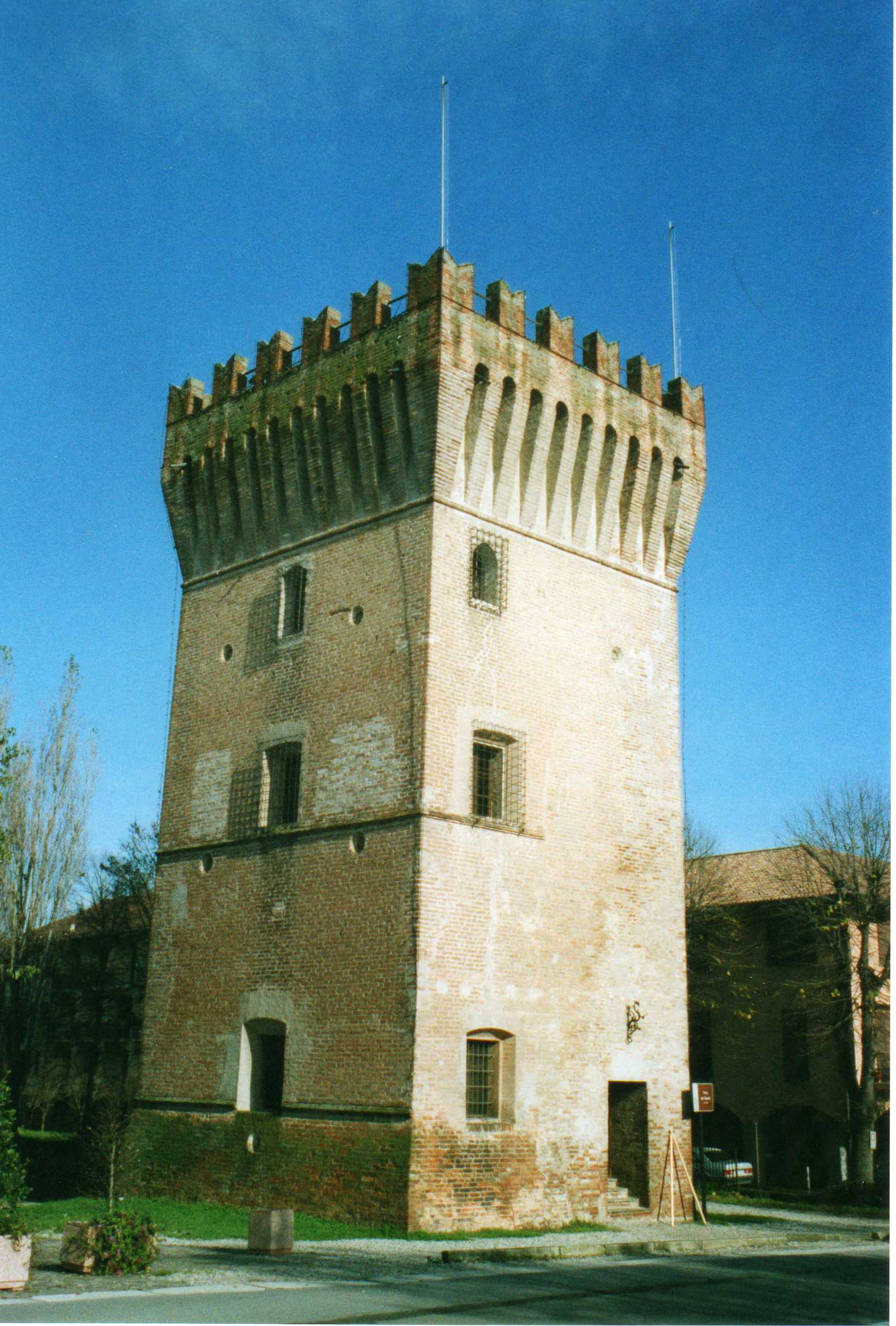
Torre Francesco

## Demografie
Pizzighettone telt ongeveer 2853 huishoudens. Het aantal inwoners daalde in de periode 1991-2001 met 2,5% volgens cijfers uit de tienjaarlijkse volkstellingen van ISTAT.
| Jaar | Inwoneraantal |
| ---- | ------------- |
| 1991 | 6962          |
| 2001 | 6785          |

## Geografie
Pizzighettone grenst aan de volgende gemeenten: Camairago (LO), Cappella Cantone, Cavacurta (LO), Cornovecchio (LO), Crotta d'Adda, Formigara, Grumello Cremonese ed Uniti, Maleo (LO), San Bassano.

## Geboren
- Gaetano Belloni (1892-1980), wielrenner